# Bruxelleski sporazum (2013.)
Bruxelleski sporazum (srpski: Бриселски споразум / Briselski sporazum, albanski: Marrëveshja e Brukselit), službeno Prvi sporazum o principima o koji reguliraju normaliziranje odnosa, sporazum je o normaliziranju odnosa Vlada Srbije i Kosova. Pregovori i potpisivanje odvili su se u Bruxellesu, pod nadzorom Europske unije, 19. travnja 2013. godine. Pregovore su vodili premijer Srbije Ivica Dačić i premjer Kosova Hashim Thaçi, pod mandatom visoke predstavnice Europske unije za vanjske poslove i sigurnosnu politiku Catherine Ashton.
Sporazumom je dogovoreno formiranje Zajednice srpskih većinskih općina i njihovo integririranje u pravni sustav Kosova i osnivanje jedinstvene Kosovske policije, kao i da Srbija neće blokirati Kosovo na njegovom putu prema EU.
Premijer Srbije Ivica Dačić sporazum je nazvao »najboljom ponudom koju je Srbija do sada dobila«, dok je potpredsjednik Vlade Srbije Aleksandar Vučić, sudionik u pregovaračkom timu, rekao da je ovo »maksimum koji su mogli da dobiju za Srbe na Kosovu«.
Do primjene sporazuma i formiranja Zajednice općina sa srpskom većinom nije došlo. Prema kosovskim vlastima Srbija je nastavila s blokiranjem Kosova u međuradonim organizacijama, neprihvaćanjem nacionalnih simbola i teiritorijalnog integriteta, zbog čega Kosovo nije formiralo Zajednicu.

## Tekst
Sporazum na dvije stranice ima 15 paragrafa. Tekst sporazuma: 